# گابریلا جورجلی
گابریلا جورجلی (انگلیسی: Gabriella Giorgelli؛ زادهٔ ۲۹ ژوئیهٔ ۱۹۴۱ بازیگر اهل ایتالیا است.

## گزیدهٔ نقش‌آفرینی‌ها
- هرکول (۱۹۸۳)
- شهر زنان (۱۹۸۰)
- سه ببر در برابر سه ببر (۱۹۷۷)
- اعترافات یک زن خانه‌دار ناکام (۱۹۷۶)
- دخترمدرسه‌ای (۱۹۷۵)
- همسر باکره (۱۹۷۵)
- زنان زندانی بند ۷ (۱۹۷۳)
- داستان‌های غیراخلاقی از باکره‌های شهوانی (۱۹۷۳)
- برادر بشر، خواهر فاحشه، در بوکاچوی کاملاً ممنوعه (۱۹۷۲)
- دکامروتیکوس (۱۹۷۲)
- دکامرون ممنوعه (۱۹۷۲)
- اوبالدا، سر تا پا عریان و داغ (۱۹۷۲)
- زندگی گاهی سخته، درسته پراویدنس؟ (۱۹۷۲)
- ال گرکو (۱۹۶۶)
- بازی کثیف (۱۹۶۵)
- یاغیان ازدواج (۱۹۶۳)